# Comuna de Szczebrzeszyn
Szczebrzeszyn (polaco: Gmina Szczebrzeszyn) é uma gminy (comuna) na Polónia, na voivodia de Lublin e no condado de Zamojski. A sede do condado é a cidade de Szczebrzeszyn.
De acordo com os censos de 2004, a comuna tem 12 134 habitantes, com uma densidade 98,5 hab/km².

## Área
Estende-se por uma área de 123,16 km², incluindo:
- área agricola: 71%
- área florestal: 21%

## Demografia
Dados de 30 de Junho 2004:
|                      | Total   | Total | Mulheres | Mulheres | Homens  | Homens |
| -------------------- | ------- | ----- | -------- | -------- | ------- | ------ |
|                      | pessoas | %     | pessoas  | %        | pessoas | %      |
| População            | 12 134  | 100   | 6240     | 51,4     | 5894    | 48,6   |
| Densidade (pop./km²) | 98,5    | 100   | 50,7     | 50,7     | 47,9    | 47,9   |

De acordo com dados de 2002, o rendimento médio per capita ascendia a 1156,68 zł.

## Subdivisões
- Bodaczów, Brody Duże, Brody Małe, Kawęczyn, Kawęczynek, Kąty Drugie, Kąty Pierwsze, Lipowiec-Kolonia, Niedzieliska, Niedzieliska-Kolonia, Wielącza, Wielącza-Kolonia, Wielącza Poduchowna.

## Comunas vizinhas
- Nielisz, Radecznica, Sułów, Zamość, Zwierzyniec